# Falange distal
São chamadas falanges distais as falanges que ficam nas extremidades distais dos dedos, tanto das mãos como dos pés. As falanges distais são mais planas e largas nos humanos do que na generalidade dos mamíferos.